# Coupe d'Afrique du Nord de football 1954-1955
Navigation
Coupe AFN 1953-1954 Coupe AFN 1955-1956
Cet article traite de l'édition 1954-1955 de la Coupe d'Afrique du Nord de football. Il s'agit de la dix-neuvième édition de cette compétition qui se terminera par une victoire du SC Bel-Abbès.
C'est une équipe de la Ligue d'Oran et une équipe de la Ligue d'Alger qui se rencontrent en finale. Ces deux équipes sont respectivement le SC Bel-Abbès et le GS Alger. La finale se termine par une victoire des oranais sur les algérois sur le score de cinq buts à deux.
Le SC Bel-Abbès remporte la compétition pour la seconde fois de son histoire et permet à sa ligue, la Ligue d'Oran d'obtenir sept titres dans la compétition depuis sa création. Le GS Alger est défait pour la quatrième fois en finale dans la compétition et cette défaite constitue pour sa ligue, la sixième défaite en finale.
Au total lors cette édition, 30 matchs ont été joués sans compter les tours préliminaires avec 32 participants des cinq ligues différentes que sont la Ligue d'Alger, la Ligue d'Oran, la Ligue de Tunisie, la Ligue du Maroc et la Ligue de Constantine.

## Parcours LMFA-Maroc

### Premier tour
|    | Date       | Club              | Score | Club               | Lieu |
| -- | ---------- | ----------------- | ----- | ------------------ | ---- |
| 1  | 28/11/1954 | Racing Casablanca | 2-0   | Raja CA            |      |
| 2  |            | Stade Marocain    | 3-2   | AS Rabat           |      |
| 3  |            | FUS de Rabat      | 2-1   | Olympique Marocain |      |
| 4  |            | US Marocaine      | *2-2  | MAS de Fès         |      |
| 5  |            | US Meknès         | 2-0   | US Petit-Jean      |      |
| 6  |            | SC Mazagan        | 2-0   | USA Casablanca     |      |
| 7  |            | OC Safi           | 2-1   | KAC Marrakech      |      |
| 8  |            | MC Oujda          | 5-1   | ASPTT Casablanca   |      |
| 9  |            | WA Casablanca     | 1-0   | Kénitra AC         |      |
| 10 |            | SCC Roches Noires | 3-1   | CA Khénifra        |      |
| 11 |            | SA Marrakech      | 1-0   | AS Salé            |      |
| 12 |            | ASF Tanger        | *1-1  | CA Marocain        |      |

### Deuxième tour
|                 | Date       | Club              | Score | Club          | Lieu |
| --------------- | ---------- | ----------------- | ----- | ------------- | ---- |
| 1               | 19/12/1954 | US Meknès         | *2-2  | SC Mazagan    |      |
| 2               |            | FUS de Rabat      | 3-2   | OC Safi       |      |
| 3               |            | US Marocaine      | *1-1  | SA Marrakech  |      |
| 4               |            | Racing Casablanca | 5-2   | ASF Tanger    |      |
| 5               |            | Stade Marocain    | *2-2  | MC Oujda      |      |
| 6               |            | SCC Roches Noires | 0-0   | WA Casablanca |      |
| Match rejoué le |            |                   |       |               |      |
| 6               |            | SCC Roches Noires | 0 – 1 | WA Casablanca |      |

## Parcours LTFA-Tunisie

### Premier Tour
- le 21 novembre 1954

|    | Date | Club               | Score  | Club                           | Lieu |
| -- | ---- | ------------------ | ------ | ------------------------------ | ---- |
| 1  |      | Olympique de Tunis | 3 - 0  | JAG                            |      |
| 2  |      | ES Tunis           | 3 - 1  | US Béja                        |      |
| 3  |      | Club Africain      | 3 - 0  | Avenir Musulman                |      |
| 4  |      | CS Hammam Lif      | 10 - 0 | Association Sportive française |      |
| 5  |      | Patria FC Bizerte  | 3 - 1  | Stade Gaulois                  |      |
| 6  |      | ES Sahel           | 2 - 0  | Saint-Germain Sports           |      |
| 7  |      | Patriote de Sousse | 5 - 2  | CA Gaz Tunis                   |      |
| 8  |      | CA Bizerte         | 2 - 1  | US Arsenal Ferryville          |      |
| 9  |      | Stade Tunisien     | 1 - 0  | USF                            |      |
| 10 |      | CT Sfax            | 2 - 1  | J Methourenne                  |      |
| 11 |      | US Tunis           | 2 - 1  | Sfax RS                        |      |
| 12 |      | CS Gabès           | 4 - 1  | ASPTT Sfax                     |      |

### Deuxième Tour
- le 5 décembre 1954

|   | Date | Club           | Score | Club              | Lieu |
| - | ---- | -------------- | ----- | ----------------- | ---- |
| 1 |      | Club Africain  | 2 - 1 | CT Sfax           |      |
| 2 |      | ES Tunis       | 2 - 0 | Patria FC Bizerte |      |
| 3 |      | CS Hammam Lif  | 6 - 0 | CS Gabès          |      |
| 4 |      | ES Sahel       | 1 - 1 | CA Bizerte        |      |
| 5 |      | Stade Tunisien | -     | ...               |      |
| 6 |      | US Tunis       | -     | ...               |      |

## Parcours LAFA-Alger

### Premier Tour
Le match joué le Dimanche 5 septembre 1954
|    | Date | Club | Score | Club | Lieu |
| -- | ---- | ---- | ----- | ---- | ---- |
| 1  |      | ...  | -     | ...  |      |
| 2  |      | ...  | -     | ...  |      |
| 3  |      | ...  | -     | ...  |      |
| 4  |      | ...  | -     | ...  |      |
| 5  |      | ...  | -     | ...  |      |
| 6  |      | ...  | -     | ...  |      |
| 7  |      | ...  | -     | ...  |      |
| 8  |      | ...  | -     | ...  |      |
| 9  |      | ...  | -     | ...  |      |
| 10 |      | ...  | -     | ...  |      |
| 11 |      | ...  | -     | ...  |      |
| 12 |      | ...  | -     | ...  |      |
| 13 |      | ...  | -     | ...  |      |
| 14 |      | ...  | -     | ...  |      |
| 15 |      | ...  | -     | ...  |      |
| 16 |      | ...  | -     | ...  |      |

### Deuxième Tour
|    | Date | Club            | Score | Club | Lieu |
| -- | ---- | --------------- | ----- | ---- | ---- |
| 1  |      | ...             | -     | ...  |      |
| 2  |      | ...             | -     | ...  |      |
| 3  |      | ...             | -     | ...  |      |
| 4  |      | ...             | -     | ...  |      |
| 5  |      | ...             | -     | ...  |      |
| 6  |      | ...             | -     | ...  |      |
| 7  |      | ...             | -     | ...  |      |
| 8  |      | ...             | -     | ...  |      |
| 9  |      | ...             | -     | ...  |      |
| 10 |      | ...             | -     | ...  |      |
| 11 |      | ...             | -     | ...  |      |
| 12 |      | GS Orléansville | 4 - 1 | US   |      |

### Tour
Le match joué le Dimanche 12 décembre 1954 :
|   | Date             | Club                    | Score     | Club              | Lieu |
| - | ---------------- | ----------------------- | --------- | ----------------- | ---- |
| 1 | 12 décembre      | MC Alger                | 1 - 0     | Red Star Algérois |      |
| 2 | 12 décembre      | USM Blida               | 2 - 1     | AS Saint-Eugène   |      |
| 3 | 12 décembre      | FC Blida                | -         |                   |      |
| 4 |                  | GS Alger                | -         | ...               |      |
| 5 | 12 décembre      | RC Maison-Carrée        | 0 - 0 a.p | Olympique Maringo |      |
| 6 | 26 décembre 1954 | Olympique d'Hussein-Dey | 3 - 2     | GS Orléansville   |      |

| Titulaires : |  |
|              |  |
| (Maillot)    |  |

| Titulaires : |  |
|              |  |
| (Maillot)    |  |

| Titulaires : |  |
|              |  |
| (Maillot)    |  |

| Titulaires : |  |
|              |  |
| (Maillot)    |  |

| Titulaires : |  |
|              |  |
| (Maillot)    |  |

| Titulaires : |  |
|              |  |
| (Maillot)    |  |

| Titulaires : |  |
|              |  |
| (Maillot)    |  |

| Titulaires : |  |
|              |  |
| (Maillot)    |  |

| Titulaires : |  |
|              |  |
| (Maillot)    |  |

| Titulaires : |  |
|              |  |
| (Maillot)    |  |

| Titulaires : |  |
|              |  |
| (Maillot)    |  |

| Titulaires : |  |
|              |  |
| (Maillot)    |  |

| Titulaires : |  |
|              |  |
| (Maillot)    |  |

| Titulaires : |  |
|              |  |
| (Maillot)    |  |

| Titulaires : |  |
|              |  |
| (Maillot)    |  |

| Titulaires : |  |
|              |  |
| (Maillot)    |  |

| Titulaires : |  |
|              |  |
| (Maillot)    |  |

| Titulaires : |  |
|              |  |
| (Maillot)    |  |

| Titulaires : |  |
|              |  |
| (Maillot)    |  |

| Titulaires : |  |
|              |  |
| (Maillot)    |  |

| Titulaires : |  |
|              |  |
| (Maillot)    |  |

| Titulaires : |  |
|              |  |
| (Maillot)    |  |

| Titulaires : |  |
|              |  |
| (Maillot)    |  |

| Titulaires : |  |
|              |  |
| (Maillot)    |  |

## Parcours LOFA-Oran

### Premier Tour
Le match joué le Dimanche 29 août 1954 
|    | Date | Club                      | Score             | Club                     | Lieu |
| -- | ---- | ------------------------- | ----------------- | ------------------------ | ---- |
| 1  |      | AS Montgolfier            | 4 - 1             | Gallia Sport Djidiouien  |      |
| 2  |      | JS Ain El Turck           | 4 - 3 a.p         | GC Ain Tédeles           |      |
| 3  |      | USM Trézel                | 1 - 0             | CO Sénia                 |      |
| 4  |      | SC Choupot                | 4 - 1 a.p         | FC Chollet               |      |
| 5  |      | WAC Mercier-Lacombe       | 3 - 2             | WA Mostaganem            |      |
| 6  |      | Club Sportif Tounin       | 2 - 1 non terminé | JS Marine d'Oran         |      |
| 7  |      | SC Relizane               | N.J               | JSMTO de Tlemcen         |      |
| 8  |      | CO Boulanger              | 4 - 1             | US Perrégaux             |      |
| 9  |      | AS Eckmühl                | 3 - 0             | SC Lourmel               |      |
| 10 |      | SSEP Maghnia              | forfait prévu     | MS Mostaganem            |      |
| 11 |      | Réveil Sportif Oranais    | 2 - 0             | Mercier-Lacombe Sportive |      |
| 12 |      | ES Saint-Louis            | 6 - 0             | USM Témouchent           |      |
| 13 |      | OC Bousquet (MCB Hadjadj) | 3 - 1             | RC Miramar               |      |
| 14 |      | Rail Club Oran            | 7 - 0             | US Arzew                 |      |

### Deuxième Tour
Le match joué le Dimanche 5 septembre 1954 
|                              | Date | Club                   | Score     | Club                      | Lieu                         |
| ---------------------------- | ---- | ---------------------- | --------- | ------------------------- | ---------------------------- |
| 1                            |      | Rail Club Oran         | 3 - 2     | JS Marine d'Oran          | Oran                         |
| 2                            |      | SC Choupot             | 2 - 0     | EC Saint-Louis            | Oran                         |
| 3                            |      | CO Boulanger           | 4 - 2     | OC Bousquet (MCB Hadjadj) | Oran                         |
| 4                            |      | JSMTO (Tlemcen)        | 1 - 1 a.p | JS Ain El Turck           | Tlemcen                      |
| 5                            |      | USM Trézel             | 1 - 1 a.p | AS Eckmühl                | Trézel                       |
| 6                            |      | SSEP Maghnia           | 4 - 1     | Gallia Sports Djidiouien  | Saint-Aimé                   |
| 7                            |      | Réveil Sportif Oranais | 2 - 1     | WAC Mercier-Lacombe       | Mercier-Lacombe              |
| Match rejoué le 07 septembre |      |                        |           |                           |                              |
| -                            |      | JS Ain El Turck        | 2 - 1     | JSMTO de Tlemcen          | Stade tir au pistolet / Oran |
| -                            |      | AS Eckmühl             | 5 - 1     | USM Trézel                | Mers-El-Kdbir                |

### Troisième Tour
Le match joué le Dimanche 19 septembre 1954 
|                            | Date | Club            | Score | Club                   | Lieu       |
| -------------------------- | ---- | --------------- | ----- | ---------------------- | ---------- |
| 1                          |      | ES El Ançor     | 2 - 1 | SO Salado              |            |
| 2                          |      | RJFM Relizane   | 2 - 0 | US Hammam Bou Hadjar   |            |
| 3                          |      | SC Sigois       | 2 - 0 | AS Eckmühl             |            |
| 4                          |      | Perrégaux GS    | 4 - 1 | CAL Oran               |            |
| 5                          |      | AS Musulman     | 3 - 2 | SA Palikao             |            |
| 6                          |      | JSM Tiaret      | 1 - 0 | Rail Club Oran         |            |
| 7                          |      | GC Mascara      | 3 - 0 | GC Saïda               |            |
| 8                          |      | MC Oran         | 2 - 1 | MC Saida               |            |
| 9                          |      | US Laferrière   | 1 - 0 | USFA Tlemcen           |            |
| 10                         |      | JS Saint-Eugène | 3 - 0 | SSEP Maghnia           |            |
| 11                         |      | OM Arzew        | 4 - 0 | ES Tlemcen             |            |
| 12                         |      | CC Sig          | 2 - 1 | JSM Tlemcen            |            |
| 13                         |      | CO Boulanger    | 2 - 2 | SC Choupot             |            |
| 14                         |      | JS Ain El Turck | 3 - 1 | Réveil Sportif Oranais |            |
| Match rejoué le 03 octobre |      |                 |       |                        |            |
| -                          |      | CO Boulanger    | 2 - 1 | SC Choupot             | Stade CALO |

### Quatrième Tour
Le match joué le Dimanche 21 novembre 1954 
|                             | Date        | Club             | Score     | Club            | Lieu               |
| --------------------------- | ----------- | ---------------- | --------- | --------------- | ------------------ |
| 1                           |             | AGS Mascara      | 3 - 3 a.p | Perrégaux GS    | Relizane           |
| 2                           |             | JS Saint-Eugène  | 2 - 1 a.p | USM Bel Abbès   | Ain Témouchent     |
| 3                           |             | CDJ Oran         | 3 - 0     | JSM Tiaret      | Perrégaux          |
| 4                           |             | ES Mostaganem    | 2 - 1     | OM Arzew        | Saint-Denis du Sig |
| 5                           |             | GC Oran          | 8 - 0     | RJFM Relizane   | Mostaganem         |
| 6                           |             | IS Mostaganem    | 2 - 1     | MC Oran         | Arzew              |
| 7                           |             | US Laferrière    | 2 - 2     | CO Boulanger    | Lourmel            |
| 8                           |             | GC Mascara       | 6 - 0     | ES El Ançor     | Bel-Abbès          |
| 9                           |             | AS Marine d'Oran | 2 - 1     | CC Sig          | Hammam Bou Hadjar  |
| 10                          |             | SC Bel-Abbès     | 6 - 0     | SC Sigois       | Mascara            |
| 11                          |             | AS Musulman      | 3 - 1     | FC Oran         | Oran               |
| 12                          |             | la Marsa         | 5 - 2     | JS Ain El Turck | Mers-El-Kdbir      |
| Match rejoué le 05 décembre |             |                  |           |                 |                    |
| -                           | 05 décembre | US Laferrière    | 3 - 1     | CO Boulanger    | Lourmel            |
| -                           | 05 décembre | AGS Mascara      | 3 - 1     | Perrégaux GS    | Mostaganem         |

### Cinquième Tour
Le match joué le Dimanche 5 décembre 1954 
|   | Date        | Club            | Score     | Club             | Lieu            |
| - | ----------- | --------------- | --------- | ---------------- | --------------- |
| 1 |             | la Marsa        | 3 - 0     | CDJ Oran         | Stade Gay /Oran |
| 2 |             | JS Saint-Eugène | 3 - 1     | IS Mostaganem    | Mascara         |
| 3 |             | SC Bel-Abbès    | 3 - 2 a.p | AS Musulman      | Ain Témouchent  |
| 4 |             | GC Mascara      | 4 - 2     | AS Marine d'Oran | Perrégaux       |
| 5 | 12 décembre | ES Mostaganem   | 2 - 1     | US Laferrière    | Perrégaux       |
| 6 | 12 décembre | AGS Mascara     | 3 - 2     | GC Oran          | Bel-Abbès       |

| Titulaires : |  |
| |  |
| (Maillot) 1. Botella 2. Vidal 3. Roméo 4. Lorenzo 5. Viccidomini 6. Ricardi 7. Bouchiba 8. Amitrano.A 9. Lopez 10. Amitrano.R 11. Hamou |  |

| Titulaires : |  |
| |  |
| (Maillot) 1. Nunez 2. Bouhadda 3. Olives 4. Chouraqui 5. Ripoli 6. Paréja 7. Miquel 8. Gimenez 9. Navarro 10. Nicolich 11. Camus |  |
| Entraîneur : |  |
| Nicolitch |  |

| Titulaires : |  |
| |  |
| (Maillot) 1. Botella 2. Vidal 3. Roméo 4. Lorenzo 5. Viccidomini 6. Ricardi 7. Bouchiba 8. Amitrano.A 9. Lopez 10. Amitrano.R 11. Hamou |  |

| Titulaires : |  |
| |  |
| (Maillot) 1. Nunez 2. Bouhadda 3. Olives 4. Chouraqui 5. Ripoli 6. Paréja 7. Miquel 8. Gimenez 9. Navarro 10. Nicolich 11. Camus |  |
| Entraîneur : |  |
| Nicolitch |  |

| Titulaires : |  |
|              |  |
| (Maillot)    |  |
| Entraîneur : |  |
| Friedman     |  |

| Titulaires : |  |
|              |  |
| (Maillot)    |  |

| Titulaires : |  |
|              |  |
| (Maillot)    |  |
| Entraîneur : |  |
| Friedman     |  |

| Titulaires : |  |
|              |  |
| (Maillot)    |  |

| Titulaires : |  |
| |  |
| (Maillot) 1. Di Orio 2. Rodriguez 3. Cano 4. Marion 5. Benyamina 6. Yung 7. Olmiccia 8. Aber 9. Gomez 10. Lepage 11. Gros |  |

| Titulaires : |  |
| |  |
| (Maillot) 1. Ben Dahma 2. Kadri 3. Kaderi 4. Belazreg 5. Belhadj 6. Asri 7. Kelloua 8. Boukerch 9. Kadda 10. Megaz 11. Baghdad |  |

| Titulaires : |  |
| |  |
| (Maillot) 1. Di Orio 2. Rodriguez 3. Cano 4. Marion 5. Benyamina 6. Yung 7. Olmiccia 8. Aber 9. Gomez 10. Lepage 11. Gros |  |

| Titulaires : |  |
| |  |
| (Maillot) 1. Ben Dahma 2. Kadri 3. Kaderi 4. Belazreg 5. Belhadj 6. Asri 7. Kelloua 8. Boukerch 9. Kadda 10. Megaz 11. Baghdad |  |

| Titulaires : |  |
| |  |
| (Maillot) 1. Abbès 2. Khitri Ahmed 3. Mokhtar Belaouni 4. Aouari 5. Mohamed Bestani 6. Ahmed khedir dit "Hopa" 7. Mahi Khennane 8. Bekkouche Athmane dit "Pacoco" 9. Sadek Lagha 10. Bach Lakhel 11. Moumen Ali |  |
| Entraîneur : |  |
| Kirri Mohamed |  |

| Titulaires : |  |
| |  |
| (Maillot) 1. Jacquin 2. Benali 3. Martinez 4. Abdendi 5. Yvorra.B 6. Gomez 7. Salmeron 8. Vives 9. Vasquez 10. Antoine Pascual 11. Navarro |  |

| Titulaires : |  |
| |  |
| (Maillot) 1. Abbès 2. Khitri Ahmed 3. Mokhtar Belaouni 4. Aouari 5. Mohamed Bestani 6. Ahmed khedir dit "Hopa" 7. Mahi Khennane 8. Bekkouche Athmane dit "Pacoco" 9. Sadek Lagha 10. Bach Lakhel 11. Moumen Ali |  |
| Entraîneur : |  |
| Kirri Mohamed |  |

| Titulaires : |  |
| |  |
| (Maillot) 1. Jacquin 2. Benali 3. Martinez 4. Abdendi 5. Yvorra.B 6. Gomez 7. Salmeron 8. Vives 9. Vasquez 10. Antoine Pascual 11. Navarro |  |

| Titulaires : |  |
|              |  |
| (Maillot)    |  |

| Titulaires : |  |
|              |  |
| (Maillot)    |  |

| Titulaires : |  |
|              |  |
| (Maillot)    |  |

| Titulaires : |  |
|              |  |
| (Maillot)    |  |

| Titulaires : |  |
|              |  |
| (Maillot)    |  |

| Titulaires :        |  |
|                     |  |
| (Maillot) 1. Garcia |  |

| Titulaires : |  |
|              |  |
| (Maillot)    |  |

| Titulaires :        |  |
|                     |  |
| (Maillot) 1. Garcia |  |

## Parcours LCFA-Constantine

### Premier Tour
|    | Date | Club | Score | Club | Lieu |
| -- | ---- | ---- | ----- | ---- | ---- |
| 1  |      | ...  | -     | ...  |      |
| 2  |      | ...  | -     | ...  |      |
| 3  |      | ...  | -     | ...  |      |
| 4  |      | ...  | -     | ...  |      |
| 5  |      | ...  | -     | ...  |      |
| 6  |      | ...  | -     | ...  |      |
| 7  |      | ...  | -     | ...  |      |
| 8  |      | ...  | -     | ...  |      |
| 9  |      | ...  | -     | ...  |      |
| 10 |      | ...  | -     | ...  |      |
| 11 |      | ...  | -     | ...  |      |
| 12 |      | ...  | -     | ...  |      |
| 13 |      | ...  | -     | ...  |      |
| 14 |      | ...  | -     | ...  |      |
| 15 |      | ...  | -     | ...  |      |
| 16 |      | ...  | -     | ...  |      |

### Deuxième Tour
|    | Date | Club | Score | Club | Lieu |
| -- | ---- | ---- | ----- | ---- | ---- |
| 1  |      | ...  | -     | ...  |      |
| 2  |      | ...  | -     | ...  |      |
| 3  |      | ...  | -     | ...  |      |
| 4  |      | ...  | -     | ...  |      |
| 5  |      | ...  | -     | ...  |      |
| 6  |      | ...  | -     | ...  |      |
| 7  |      | ...  | -     | ...  |      |
| 8  |      | ...  | -     | ...  |      |
| 9  |      | ...  | -     | ...  |      |
| 10 |      | ...  | -     | ...  |      |
| 11 |      | ...  | -     | ...  |      |
| 12 |      | ...  | -     | ...  |      |

### Troisième Tour
Le match joué le Dimanche 12 décembre 1954 
|   | Date | Club              | Score | Club             | Lieu |
| - | ---- | ----------------- | ----- | ---------------- | ---- |
| 1 |      | ESFM Guelma       | 2 - 1 | EJ Philippeville |      |
| 2 |      | JSM Philippeville | 2 - 0 | CS Constantine   |      |
| 3 |      | USFM Sétif        | 2 - 1 | USM Bône         |      |
| 4 |      | AS Bône           | 2 - 1 | RC Philippeville |      |
| 5 |      | AS Batna          | -     | ...              |      |
| 6 |      | JBAC Bône         | -     | ...              |      |

| Titulaires : |  |
|              |  |
| (Maillot)    |  |

| Titulaires : |  |
|              |  |
| (Maillot)    |  |

| Titulaires : |  |
|              |  |
| (Maillot)    |  |

| Titulaires : |  |
|              |  |
| (Maillot)    |  |

| Titulaires : |  |
|              |  |
| (Maillot)    |  |

| Titulaires : |  |
|              |  |
| (Maillot)    |  |

| Titulaires : |  |
|              |  |
| (Maillot)    |  |

| Titulaires : |  |
|              |  |
| (Maillot)    |  |

| Titulaires : |  |
|              |  |
| (Maillot)    |  |

| Titulaires : |  |
|              |  |
| (Maillot)    |  |

| Titulaires : |  |
|              |  |
| (Maillot)    |  |

| Titulaires : |  |
|              |  |
| (Maillot)    |  |

| Titulaires : |  |
|              |  |
| (Maillot)    |  |

| Titulaires : |  |
|              |  |
| (Maillot)    |  |

| Titulaires : |  |
|              |  |
| (Maillot)    |  |

| Titulaires : |  |
|              |  |
| (Maillot)    |  |

| Titulaires : |  |
|              |  |
| (Maillot)    |  |

| Titulaires : |  |
|              |  |
| (Maillot)    |  |

| Titulaires : |  |
|              |  |
| (Maillot)    |  |

| Titulaires : |  |
|              |  |
| (Maillot)    |  |

| Titulaires : |  |
|              |  |
| (Maillot)    |  |

| Titulaires : |  |
|              |  |
| (Maillot)    |  |

| Titulaires : |  |
|              |  |
| (Maillot)    |  |

| Titulaires : |  |
|              |  |
| (Maillot)    |  |

## Parcours des finalistes

### Seizième de finale
- Résultats du seizième de finale de la Coupe d'Afrique du Nord 1954-1955:
- joués le 2 janvier 1955

|    | Date    | Club              | Score | Club            | Lieu                   |
| -- | ------- | ----------------- | ----- | --------------- | ---------------------- |
| 1  |         | MC Alger          | 4 - 1 | USD Meknès      |                        |
| 2  |         | SC Bel-Abbès      | 1 - 0 | USFM Sétif      |                        |
| 3  |         | GC Mascara        | 1 - 2 | GS Alger        |                        |
| 4  |         | JSM Philippeville | 3 - 4 | Olympique HD    |                        |
| 5  |         | ESFM Guelma       | 1 - 0 | FC Blida        |                        |
| 6  |         | Wydad AC          | 3 - 1 | JS Saint-Eugène |                        |
| 7  |         | RC Maison-Carrée  | 0 - 3 | Racing AC       |                        |
| 8  |         | US Marocaine      | 2 - 0 | USCC Témouchent |                        |
| 9  |         | USM Blida         | 2 - 3 | CA Tunis        |                        |
| 10 | à 14h00 | FUS Rabat         | 2 - 1 | ES Mostaganem   | stade Municipal de Fes |
| 11 |         | AGS Mascara       | 1 - 0 | AS Batna        |                        |
| 12 |         | Stade Tunisien    | 4 - 3 | JBAC Bône       |                        |
| 13 |         | CSA Marsa         | 1 - 5 | CS Hammam Lif   |                        |
| 14 |         | US Tunis          | 1 - 3 | CS Marocain     |                        |
| 15 |         | USM Oran          | 4 - 0 | ES Sahel        |                        |
| 16 |         | ES Tunis          | 3 - 1 | AS Bône         |                        |

### Huitièmes de finale
- Résultats des huitièmes de finale de la Coupe d'Afrique du Nord 1954-1955:

|   | Date       | Club           | Score | Club                    | Lieu |
| - | ---------- | -------------- | ----- | ----------------------- | ---- |
| 1 | 22 janvier | CS Hammam Lif  | 1 - 2 | GS Alger                |      |
| 2 |            | US Marocaine   | 0 - 1 | CA Tunis                |      |
| 3 |            | SC Bel-Abbès   | 3 - 0 | Olympique d'Hussein-Dey |      |
| 4 |            | AGS Mascara    | 0 - 1 | ESFM Guelma             |      |
| 5 |            | MC Alger       | 0 - 2 | Racing AC               |      |
| 6 |            | ES Tunis       | 1 - 0 | FUS de Rabat            |      |
| 7 |            | Stade Tunisien | 4 - 1 | Wydad AC                |      |
| 8 |            | USM Oran       | 1 - 3 | Stade Marocain          |      |

### Quarts de finale
- Résultats des quarts de finale de la Coupe d'Afrique du Nord 1954-1955:

|   | Date       | Club           | Score | Club        | Lieu        |
| - | ---------- | -------------- | ----- | ----------- | ----------- |
| 1 | 20 février | SC Bel-Abbès   | 2 - 1 | ES Tunis    | Tunis       |
| 2 |            | Stade Tunisien | 2 - 1 | ESFM Guelma | Constantine |
| 3 |            | GS Alger       | 3 - 1 | CS Marocain | Alger       |
| 4 |            | Racing AC      | 7 - 0 | CA Tunis    | Casablanca  |

### Demi-finales
- joués le 20 mars 1955[7].

|   | Date    | Club         | Score | Club           | Lieu |
| - | ------- | ------------ | ----- | -------------- | ---- |
| 1 | 20 mars | GS Alger     | 3 - 1 | Racing AC      |      |
| 2 |         | SC Bel-Abbès | 1 - 0 | Stade Tunisien |      |

### Finale
- joués le 10 avril 1955[8].

|   | Date          | Club         | Score       | Club     | Lieu                           |
| - | ------------- | ------------ | ----------- | -------- | ------------------------------ |
| 1 | 10 avril 1955 | SC Bel-Abbès | 5 - 2 a. p. | GS Alger | Stade Vincent-Monréal / (Oran) |

| Titulaires : |  |
| |  |
| (Maillot Blanc) 1. Christian Di Orio (28 ans) 2. Djilali Aber (27 ans) 3. Jean Marion (25 ans) 4. André Degéa (20 ans) 5. Slimane Benyamina (23 ans) 6. Henri Calatayud (31 ans) 7. Huber Gros (27 ans) 8. Henri Yung (24 ans) 9. Georges Lepage (27 ans) 10. Cyprien Diaz dit Piou (24 ans) 11. Barthelemy Olmiccia dit Bartho (27 ans) |  |
| Entraîneur : |  |
| Rebibo |  |

| Titulaires : |  |
| |  |
| (Maillot Rouge cerclé de Bleu) 1. Fabiano 2. Ferasse 3. Marcel Salva 4. Cerdan 5. Gambarutti 6. Torrès 7. Mercadal 8. Calmus 9. Déléo 10. Bagur 11. Fortuné |  |
| Entraîneur : |  |
| Marcel Salva |  |

| Titulaires : |  |
| |  |
| (Maillot Blanc) 1. Christian Di Orio (28 ans) 2. Djilali Aber (27 ans) 3. Jean Marion (25 ans) 4. André Degéa (20 ans) 5. Slimane Benyamina (23 ans) 6. Henri Calatayud (31 ans) 7. Huber Gros (27 ans) 8. Henri Yung (24 ans) 9. Georges Lepage (27 ans) 10. Cyprien Diaz dit Piou (24 ans) 11. Barthelemy Olmiccia dit Bartho (27 ans) |  |
| Entraîneur : |  |
| Rebibo |  |

| Titulaires : |  |
| |  |
| (Maillot Rouge cerclé de Bleu) 1. Fabiano 2. Ferasse 3. Marcel Salva 4. Cerdan 5. Gambarutti 6. Torrès 7. Mercadal 8. Calmus 9. Déléo 10. Bagur 11. Fortuné |  |
| Entraîneur : |  |
| Marcel Salva |  |

| Coupe d'Afrique du Nord Vainqueur 1954-1955 |
| ------------------------------------------- |
| SC Bel-Abbès Second titre                   |